# تیم هانتر (کارگردان)
تیم هانتر (انگلیسی: Tim Hunter؛ زادهٔ ۱۵ ژوئن ۱۹۴۷) یک کارگردان اهل ایالات متحده آمریکا است. وی از سال ۱۹۷۹ میلادی تاکنون مشغول فعالیت بوده‌است.